# هارم اوتنبروس
هارم اوتنبروس (هلندی: Harm Ottenbros؛ زادهٔ ۲۷ ژوئن ۱۹۴۳ – ۴ مهٔ ۲۰۲۲) دوچرخه‌سوار اهل هلند بود.
وی در مسابقات کشوری و بین‌المللی در مجموع برندهٔ ۱ مدال طلا شده‌است.